# Distrito de Paderborn
El Distrito de Paderborn (en alemán: Kreis Paderborn) es un Kreis (Distrito) ubicado al este del estado federal de Renania del Norte-Westfalia (Alemania). La ciudad universitaria Paderborn es la capital del distrito siendo además el centro de la región histórica denominada "Südliches Ostwestfalen" (Sur de Westfalia Oriental), compuesto de los distritos de Paderborn y Höxter así como partes de los antiguos distritos de Lippstadt y Brilon.

## Geografía

### Lugar geográfico
El Kreis Paderborn se ubica en las cercanías del Bosque de Teutoburgo, al oeste del Eggegebirge. Al norte se encuentra la comarca del Senne, al oeste la comarca de Hellweg. Gran parte del territorio meridional del distrito es una llanura de altura elevada (Paderborner Hochfläche), que alcanza a la parte norte de Sauerland.
El punto más alto de las sierras que rodean el territoriodel distrito se ubica en el "Am Totenkopf" por el monte Bleiwäsche de 498 metros, por el contrario el punto de menor altura en el terreno del distrito es en Delbrück y posee 77 m ü. NN.
La extensión del territorio del distrito a lo largo del eje que va de Norte-sur es como máximo de 47,6 km, y la extensión en el eje Este-Oeste es de 43,1 km cubre un área de 1.245 km².

### Distritos vecinos
El distrito de Padeborn limita al oeste con el distrito de Soest, al norte con los distritos de Gütersloh y Lippe, al este con el distrito de Höxter y al sur con el distrito de Hochsauerland.

## Historia
El distrito de Padaborn reformó la composición de municipios en el 1 de enero de 1975 mediante la recolección de los municipios de los distritos de Paderborn (anterior a 1975) y Büren.

## Composición del distrito

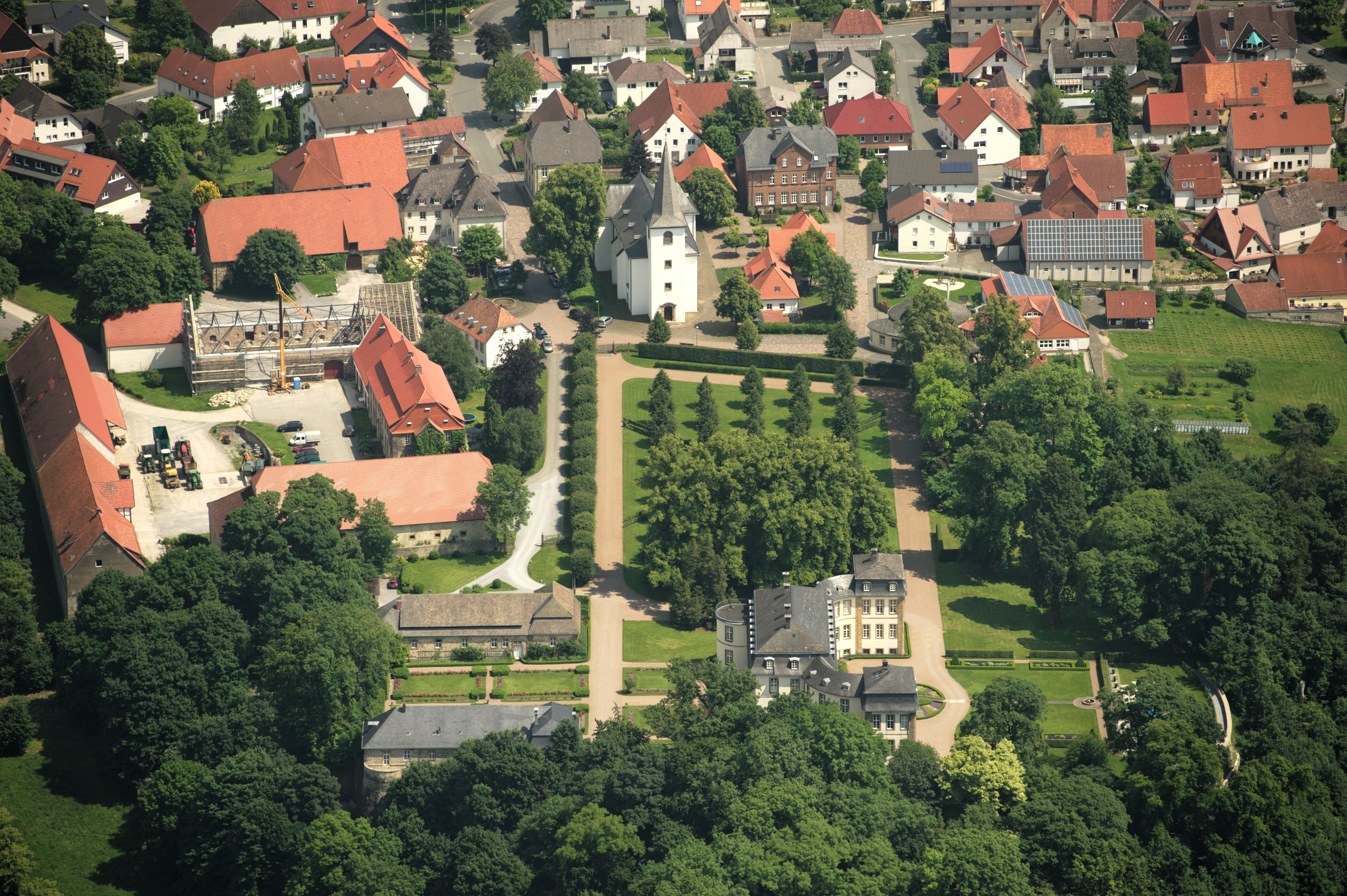
Bad Wünnenberg

El distrito de Paderborn se compone de 10 Gemeinden de los cuales 7 tienen rango de Ciudad.
| Ciudades 1. Bad Lippspringe (15.292) 2. Bad Wünnenberg (12.477) 3. Büren (22.152) 4. Delbrück, Ciudad de tamaño mediano (30.050) 5. Lichtenau (11.237) 6. Paderborn, Ciudad grande (143.769) 7. Salzkotten (24.665) | Gemeinden 1. Altenbeken (9.636) 2. Borchen (13.405) 3. Hövelhof (16.020) |

Los números entre paréntesis provienen de las encuestas de habitantes realizadas en cada municipio (31 de diciembre de 2005).